# Fabian Schrumpf

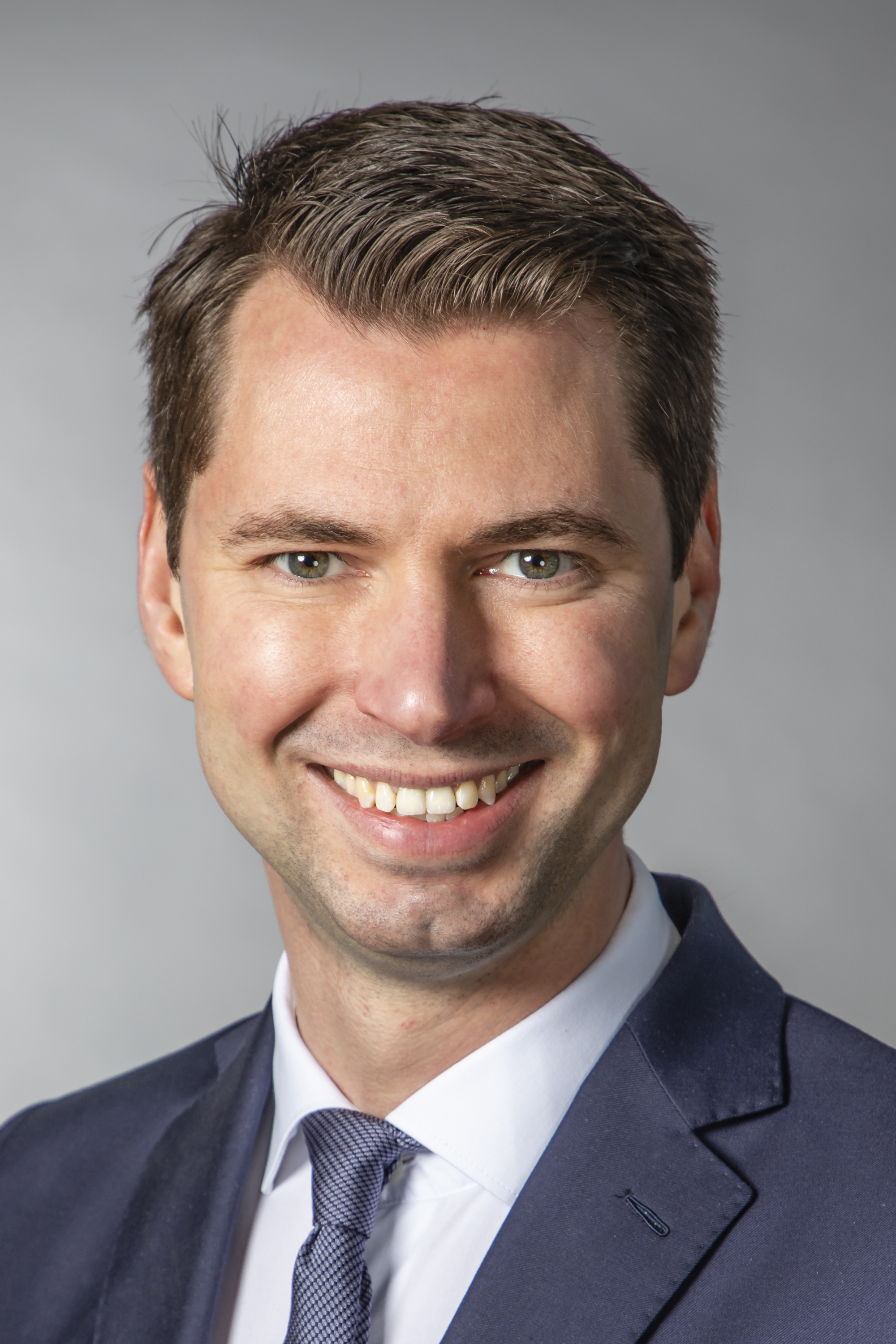
Fabian Schrumpf, 2019

Fabian Schrumpf (* 5. Oktober 1982 in Duisburg) ist ein deutscher Jurist, Politiker (CDU) und seit 2017 ist er Mitglied des Landtags Nordrhein-Westfalen.

## Leben
Schrumpf ist in Essen-Kettwig aufgewachsen. Er absolvierte 2002 sein Abitur am Theodor-Heuss-Gymnasium in Kettwig und begann nach seinem Wehrdienst das Studium der Rechtswissenschaft an der Heinrich-Heine-Universität in Düsseldorf. Ab 2007 arbeitete er als juristischer Mitarbeiter bei ebl esch&kramer rechtsanwälte bis er 2011 sein zweites juristisches Staatsexamen ablegte und als Rechtsanwalt zugelassen wurde. Seitdem ist er als Rechtsanwalt bei der Rechtsanwaltskanzlei ebl esch&kramer rechtsanwälte in Wuppertal und Düsseldorf tätig. Er ist verheiratet und hat vier Töchter.

## Politik
Fabian Schrumpf ist seit 2000 Mitglied der CDU. Er war sieben Jahre lang (2004–2011) aktiv in der Bezirksvertretung IX (Werden, Kettwig, Bredeney). Von 2007 bis 2011 führte er die Junge Union Essen als Kreisvorsitzender. Darüber hinaus war er drei Jahre (2009–2012) als sachkundiger Bürger im Jugendhilfeausschuss der Stadt Essen tätig. Seit 2012 gehört er dem Rat der Stadt Essen an und ist dort ordnungs- und personalpolitischer Sprecher der CDU-Ratsfraktion. Er ist seit 2014 Ortsvorsitzender der CDU Essen-Heisingen und seit 2015 stellvertretender Kreisvorsitzender der CDU Essen. Seit dem 21. September 2020 ist er Fraktionsvorsitzender der CDU im Rat der Stadt Essen.
Bei der Landtagswahl am 14. Mai 2017 wurde Schrumpf als Direktkandidat für den Essener Süden in den Landtag Nordrhein-Westfalens gewählt. Im Juli 2017 wurde er zum bau- und wohnungspolitischen Sprecher der CDU-Landtagsfraktion berufen. Schrumpf ist ordentliches Mitglied des Innenausschusses sowie des Ausschusses für Heimat, Kommunales, Bauen und Wohnen. Darüber hinaus leitet er seit April 2018 den Arbeitsausschuss „Große Städte“ der Unions-Fraktion. Der ressortübergreifende Arbeitskreis beschäftigt sich mit aktuellen und zukünftigen Herausforderungen großer Städte in NRW: zu den Themen gehören Kommunalfinanzen, Mobilität und Stadtentwicklung, Bildung und Gesundheit. Bei der Landtagswahl 2022 verteidigte er das Direktmandat im Wahlkreis Essen IV. Nach seiner Wiederwahl wurde er zum stellvertretenden Vorsitzenden der CDU-Landtagsfraktion gewählt. Die Themen Bauen und Wohnen zählen dabei weiterhin zu seinen Schwerpunkten. Er ist ordentliches Mitglied im Ausschuss für Bauen, Wohnen und Digitalisierung, im Integrationsausschuss und im Unterausschuss Bergsicherheit.
Ausschuss für Bauen, Wohnen und Digitalisierung
Bauaufsicht, Bautechnik, Bauwirtschaft und nachhaltiges Bauen – die Themen in diesem Ausschuss sind vielfältig. Auch die demografische Entwicklung und die veränderte Lage auf den Wohnungsmärkten finden hier Berücksichtigung. Stadtentwicklung und Denkmalpflege werden thematisch ebenfalls vom Ausschuss abgedeckt.
Im Ausschuss bereiten Abgeordnete zudem die parlamentarische Willensbildung im Politikfeld der Digitalisierung vor und befassen sich mit deren Auswirkungen.
Integrationsausschuss
Der Integrationsausschuss ist zuständig für Beratungsgegenstände (Gesetzentwürfe, Rechtsverordnungen, überwiesene Anträge und aktuelle Themen) zur Integrationspolitik für Einwanderinnen und Einwanderer.
Unterausschuss „Bergbausicherheit“
Der Unterausschuss „Bergbausicherheit“ hat die Aufgabe, sich für die Verbesserung der Arbeitssicherheit und des Gesundheitsschutzes der im Bergbau des Landes Beschäftigten sowie für den Schutz der Bevölkerung in den vom Bergbau betroffenen Gebieten einzusetzen. Er befasst sich mit sämtlichen Folgen aus aktivem wie stillgelegten Bergbau wie beispielsweise Bergschäden, Ewigkeitslasten, Grundwasserwiederanstieg einschließlich möglicher Auswirkungen für die Bevölkerung und die Kommunen. Zudem begleitet er die Arbeit der „Schlichtungsstellen Bergschaden Nordrhein-Westfalen“, die bereits eingerichtet sind und ggf. künftig eingerichtet werden.